# جابان (دودانغة)
جابان (بالفارسية: جابان) هي قرية تقع في إيران في قسم دودانغة الریفي. يقدر عدد سكانها بـ 71 نسمة.